# Vez
Ne doit pas être confondu avec Wez.
Pour les articles homonymes, voir Věž.
Vez [ve] est une commune française située dans le département de l'Oise, en région Hauts-de-France.

## Géographie

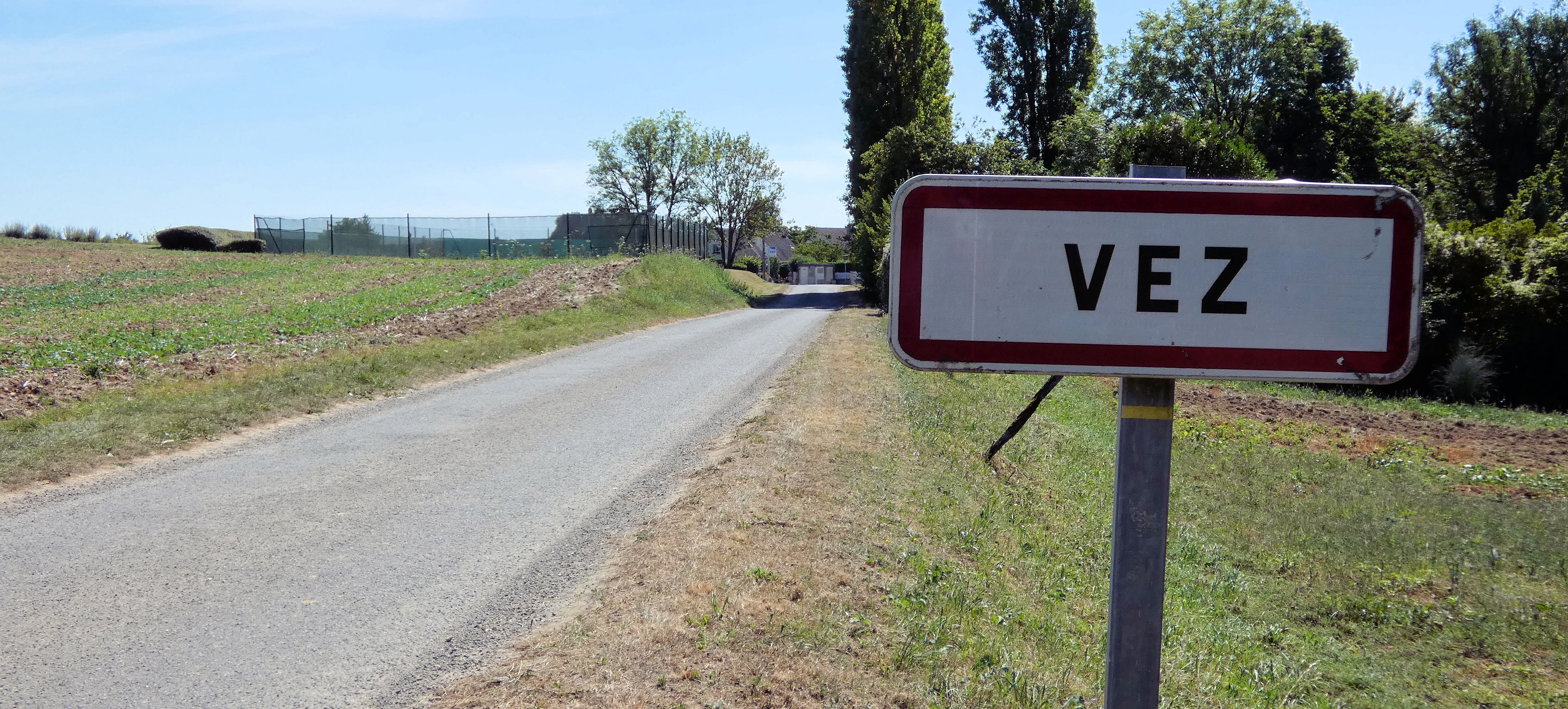
Une entrée du village.

Vez est un village entre Crépy-en-Valois et Villers-Cotterêts, célèbre pour son donjon et son jardin contemporain d'inspiration médiévale. Il fut peut-être la capitale du peuple gaulois des Vadicasses (dont la localisation et même l'existence sont discutées) puis, au Moyen Âge, du pays de Valois.
| Bonneuil-en-Valois | Éméville   | Haramont Aisne           |
| Russy-Bémont       | Vez        | Largny-sur-Automne Aisne |
| Vaumoise           | Vauciennes |                          |

### Hydrographie

#### Réseau hydrographique
La commune est située dans le bassin Seine-Normandie. Elle est drainée par l'Automne, le canal 01 de la commune de Vez, le canal 02 de la commune de Vez, le canal 03 de la commune de Vez, le cours d'eau 01 de la commune de Russy-Bemont et le ru de Longpre,,.
L'Automne, d'une longueur de 34 km, prend sa source dans la commune de Villers-Cotterêts et se jette  dans l'Oise (rive gauche) à Longueil-Sainte-Marie, après avoir traversé 19 communes. Les caractéristiques hydrologiques de l'Automne sont données par la station hydrologique située sur la commune de Vauciennes. Le débit moyen mensuel est de 0,198 m3/s. Le débit moyen journalier maximum est de 2,17 m3/s, atteint lors de la crue du 7 juillet 2001. Le débit instantané maximal est quant à lui de 3 m3/s, atteint le même jour.

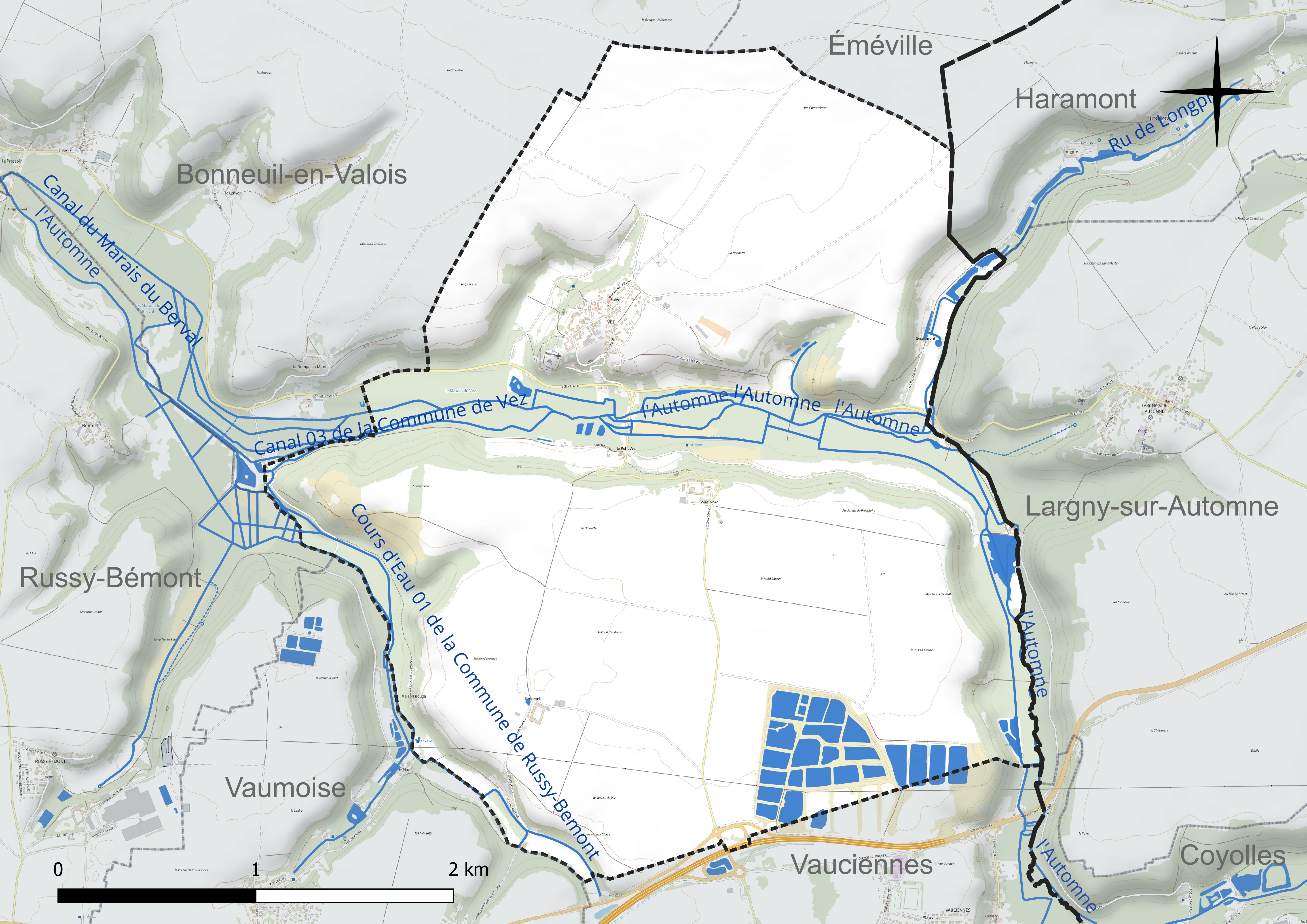
Réseau hydrographique de Vez.

#### Gestion et qualité des eaux
Le territoire communal est couvert par le schéma d'aménagement et de gestion des eaux (SAGE) « Sensée ». Ce document de planification concerne un territoire de 287 km2 de superficie, délimité par le bassin versant de l'Automne. Le périmètre a été arrêté le 28 mai 1996 et le SAGE proprement dit a été approuvé le 16 décembre 2003 puis révisé le 10 mars 2016. La structure porteuse de l'élaboration et de la mise en œuvre est le syndicat d'aménagement et de gestion des eaux du Bassin Automne (S.A.G.E.B.A). 
La qualité des cours d'eau peut être consultée sur un site dédié géré par les agences de l'eau et l'Agence française pour la biodiversité. 

### Climat
Pour des articles plus généraux, voir Climat des Hauts-de-France et Climat de l'Oise.
En 2010, le climat de la commune est de type climat océanique dégradé des plaines du Centre et du Nord, selon une étude du CNRS s'appuyant sur une série de données couvrant la période 1971-2000. En 2020, Météo-France publie une typologie des climats de la France métropolitaine dans laquelle la commune est exposée à un climat océanique altéré et est dans la région climatique  Nord-est du bassin Parisien, caractérisée par un ensoleillement médiocre, une pluviométrie moyenne régulièrement répartie au cours de l'année et un hiver froid (3 °C). 
Pour la période 1971-2000, la température annuelle moyenne est de 10,6 °C, avec une amplitude thermique annuelle de 14,9 °C. Le cumul annuel moyen de précipitations est de 726 mm, avec 11,6 jours de précipitations en janvier et 8,9 jours en juillet. Pour la période 1991-2020, la température moyenne annuelle observée sur la station météorologique la plus proche, située sur la commune de Margny-lès-Compiègne à 22 km à vol d'oiseau, est de 11,2 °C et le cumul annuel moyen de précipitations est de 633,5 mm,. Pour l'avenir, les paramètres climatiques de la commune estimés pour 2050 selon différents scénarios d'émission de gaz à effet de serre sont consultables sur un site dédié publié par Météo-France en novembre 2022.

## Urbanisme

### Typologie
Au 1er janvier 2024, Vez est catégorisée commune rurale à habitat dispersé, selon la nouvelle grille communale de densité à sept niveaux définie par l'Insee en 2022.
Elle est située hors unité urbaine. Par ailleurs la commune fait partie de l'aire d'attraction de Paris, dont elle est une commune de la couronne,. Cette aire regroupe 1 929 communes,.

### Occupation des sols
L'occupation des sols de la commune, telle qu'elle ressort de la base de données européenne d'occupation biophysique des sols Corine Land Cover (CLC), est marquée par l'importance des territoires agricoles (72,1 % en 2018), une proportion identique à celle de 1990 (72,1 %). La répartition détaillée en 2018 est la suivante : 
terres arables (61,6 %), forêts (24,3 %), prairies (6,5 %), zones agricoles hétérogènes (4 %), eaux continentales (3,6 %). L'évolution de l'occupation des sols de la commune et de ses infrastructures peut être observée sur les différentes représentations cartographiques du territoire : la carte de Cassini (XVIIIe siècle), la carte d'état-major (1820-1866) et les cartes ou photos aériennes de l'IGN pour la période actuelle (1950 à aujourd'hui).

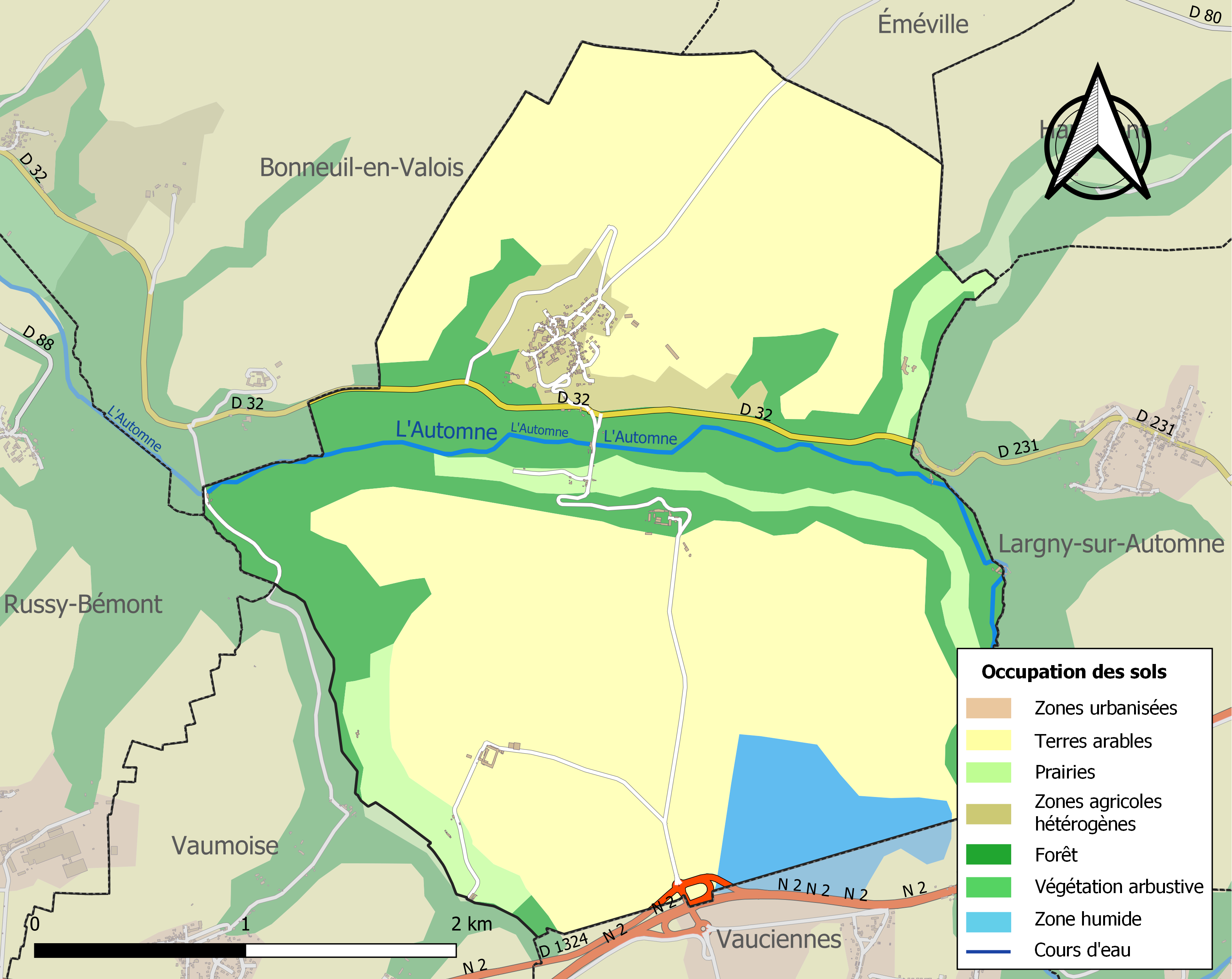
Carte des infrastructures et de l'occupation des sols de la commune en 2018 (CLC).

### Voies de communication et transports
La commune est desservie, en 2023, par les lignes 656, 657 et 6444 du réseau interurbain de l'Oise.

## Toponymie
Le nom de la localité est attesté sous les formes Vadum (vers 866) ; Vadensium (1053) ; Vododium (vers 1053) ; Radulphus de Wadenensi villa (1074) ; Vadenensis villa comitatus Vadensis (1109) ; Vadum (1118) ; Vae (1118) ; vicus Vadorum (1180) ; in molendino de veyo (1194) ; vadum Vezum (1205) ; Ve (1207) ; versus Veium (1208) ; « apud villam quae dicitur Ve super Autonnam » (1214) ; Ve super Autunam (vers 1220) ; in molendino meo de Ve (1225) ; in molendino suo de Vedo (1225) ; We (1260) ; ve (1271) ; Ve le chastel (1360) ; Ve (vers 1360) ; Ve en Valois (1436) ; Ve super autonam (1376) ; « le molin de la ville de ve sur autonne en la conte de valoys » (1378) ; Ve en valloys (1524) ; Ve sur Autonne (vers 1575) ; Vey (vers 1575) ; Vez (1667) ; Vez sur Ottenette (XVIIe) ; Vez le châtel (1789) ; Vez en Valois (XIXe).

Le nom du village serait issu du latin vadum, le « gué », sur la rivière Automne,.
Malgré la rareté des formes anciennes avec un W- initial, il s'agit plutôt du gallo-roman *WADU qui note soit une simple influence germanique sur l'initiale, soit dénote un emprunt direct au vieux bas francique *wad̄ « endroit guéable », d'où les formes initiales en W- au nord de la France et en Belgique (Normandie septentrionale, Picardie, Nord, Wallonie, Lorraine, Champagne, Bourgogne septentrionale) : cf. l'homonyme Wez (Marne), passées parfois, dans une partie de ce domaine, à V- ultérieurement. Toutefois, il a évolué en G(u)- en français central, d'où la forme gué. qui s'oppose au latin vadum, qui aurait dû conserver un V- en français central : cf. latin vad-ere > (je) vais, etc.
Le village aurait donné son nom au « Valois » (pagus Vadensis, pagus Vadisus).
Pour Fontenay : Fontenailliae (1258), Fontenelle, Fonteneille, Fontenaille.

## Histoire

### Moyen Âge

#### Epoque carolingienne
755 et 844 : conciles réunis à Vez.
949 : translation à Crépy-en-Valois des reliques de saint Arnould rapportées à Vez par le prêtre Constance, natif de Vez.
Ce sont les moines dépendant de Saint-Médard de Soissons qui rassemblèrent la population autour du gué au début du IXe siècle avant de fonder en 1160 une abbaye qui sera fortifiée au XIVe siècle pour devenir l'actuelle ferme de Saint Mard.

#### Moyen Âge central
1082 : mort à Rome de saint Simon de Vez, comte et moine.
1118 : concession du château aux moines de Saint-Arnould.
1214 : à la mort d'Eléonore de Vermandois, comtesse de Valois, le comté retomba dans le domaine royal, et, la même année, au lendemain de la bataille de Bouvines, Philippe Auguste fit don du comté à Raoul Duchemin, lequel, devenu maréchal de France et prenant le nom de Raoul d'Estrées, serait l'ancêtre de la célèbre Gabrielle d'Estrées.
Le donjon du château féodal, familièrement appelé La Tour, fut construit avec ses remparts par Jehan III de Vez en 1360. Auparavant n'existaient que le logis et la chapelle, rebâtis par Raoul d'Estrées. L'ensemble, spécimen parfait d'architecture militaire des XIIIe et XIVe siècles, fut restauré peu après par Louis d'Orléans.

#### Guerre de Cent Ans
1358 : Vez est assiégée par les Jacques.
1430 : passages de Jeanne d'Arc.

### Epoque moderne
1580 : la Ligue. Intervention d'Henri IV. 23 pluviôse de l'an V : vente du château, de Bessemont, de Fonteneil, étangs et Moulin de Vez comme Biens Nationaux. 1918 : le général Mangin et son état-major à Vez. 1942 : évacuation de tous les habitants.
Vez demeura jusqu'à la fin du XVIe siècle une place forte importante capable de résister victorieusement aux « Jacques », aux Anglais, aux Bourguignons et aux « Ligueurs ».

### Epoque contemporaine

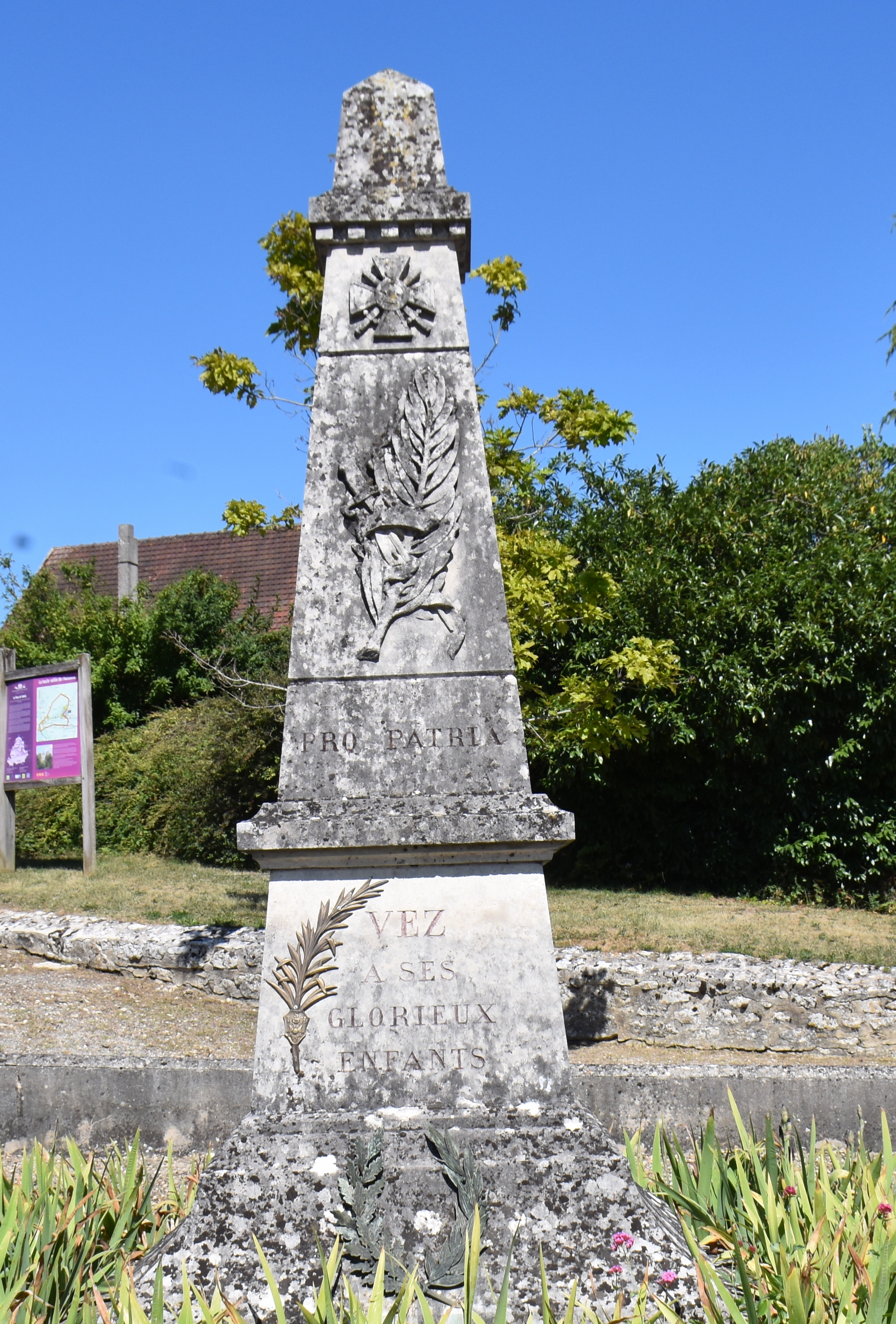
Le monument aux morts.

Le château de Vez fut déclaré bien national à la Révolution française et vendu.
Le général Mangin y établit son quartier général en 1918.
Vez est, aujourd'hui, un village pittoresque rassemblé autour de son église classée monument historique.

## Politique et administration
| Période                                  | Période                       | Identité           | Étiquette | Qualité |
| ---------------------------------------- | ----------------------------- | ------------------ | --------- | ------- |
| Les données manquantes sont à compléter. |                               |                    |           |         |
| mars 2001                                | 2014                          | Jean-Claude Toupet |           |         |
| 2014                                     | En cours (au 29 octobre 2014) | Thiéry Michalowski |           |         |

## Population et société

### Démographie

#### Évolution démographique
L'évolution du nombre d'habitants est connue à travers les recensements de la population effectués dans la commune depuis 1793. Pour les communes de moins de 10 000 habitants, une enquête de recensement portant sur toute la population est réalisée tous les cinq ans, les populations de référence des années intermédiaires étant quant à elles estimées par interpolation ou extrapolation. Pour la commune, le premier recensement exhaustif entrant dans le cadre du nouveau dispositif a été réalisé en 2007.

En 2022, la commune comptait 280 habitants, en évolution de −4,11 % par rapport à 2016 (Oise : +0,87 %, France hors Mayotte : +2,11 %).
| 1793 | 1800 | 1806 | 1821 | 1831 | 1836 | 1841 | 1846 | 1851 |
| ---- | ---- | ---- | ---- | ---- | ---- | ---- | ---- | ---- |
| 326  | 279  | 297  | 321  | 609  | 379  | 382  | 393  | 372  |

| 1856 | 1861 | 1866 | 1872 | 1876 | 1881 | 1886 | 1891 | 1896 |
| ---- | ---- | ---- | ---- | ---- | ---- | ---- | ---- | ---- |
| 378  | 392  | 382  | 307  | 331  | 329  | 327  | 332  | 318  |

| 1901 | 1906 | 1911 | 1921 | 1926 | 1931 | 1936 | 1946 | 1954 |
| ---- | ---- | ---- | ---- | ---- | ---- | ---- | ---- | ---- |
| 311  | 314  | 303  | 300  | 303  | 317  | 308  | 357  | 330  |

| 1962 | 1968 | 1975 | 1982 | 1990 | 1999 | 2006 | 2007 | 2012 |
| ---- | ---- | ---- | ---- | ---- | ---- | ---- | ---- | ---- |
| 299  | 311  | 254  | 257  | 266  | 303  | 321  | 323  | 314  |

| 2017 | 2022 | - | - | - | - | - | - | - |
| ---- | ---- | - | - | - | - | - | - | - |
| 283  | 280  | - | - | - | - | - | - | - |

#### Pyramide des âges
La population de la commune est relativement jeune.
En 2018, le taux de personnes d'un âge inférieur à 30 ans s'élève à 31,3 %, soit en dessous de la moyenne départementale (37,3 %). À l'inverse, le taux de personnes d'âge supérieur à 60 ans est de 23,2 % la même année, alors qu'il est de 22,8 % au niveau départemental.
En 2018, la commune comptait 149 hommes pour 128 femmes, soit un taux de 53,79 % d'hommes, largement supérieur au taux départemental (48,89 %).
Les pyramides des âges de la commune et du département s'établissent comme suit.
| Hommes | Classe d’âge | Femmes |
| ------ | ------------ | ------ |
| 0,0    | 90 ou +      | 1,6    |
| 4,7    | 75-89 ans    | 11,7   |
| 16,1   | 60-74 ans    | 12,6   |
| 28,4   | 45-59 ans    | 25,3   |
| 20,4   | 30-44 ans    | 16,5   |
| 15,0   | 15-29 ans    | 15,9   |
| 15,4   | 0-14 ans     | 16,5   |

| Hommes | Classe d’âge | Femmes |
| ------ | ------------ | ------ |
| 0,5    | 90 ou +      | 1,4    |
| 5,5    | 75-89 ans    | 7,6    |
| 15,6   | 60-74 ans    | 16,3   |
| 20,8   | 45-59 ans    | 20     |
| 19,4   | 30-44 ans    | 19,4   |
| 17,6   | 15-29 ans    | 16,2   |
| 20,6   | 0-14 ans     | 19,1   |

## Lieux et monuments

### Monuments historiques

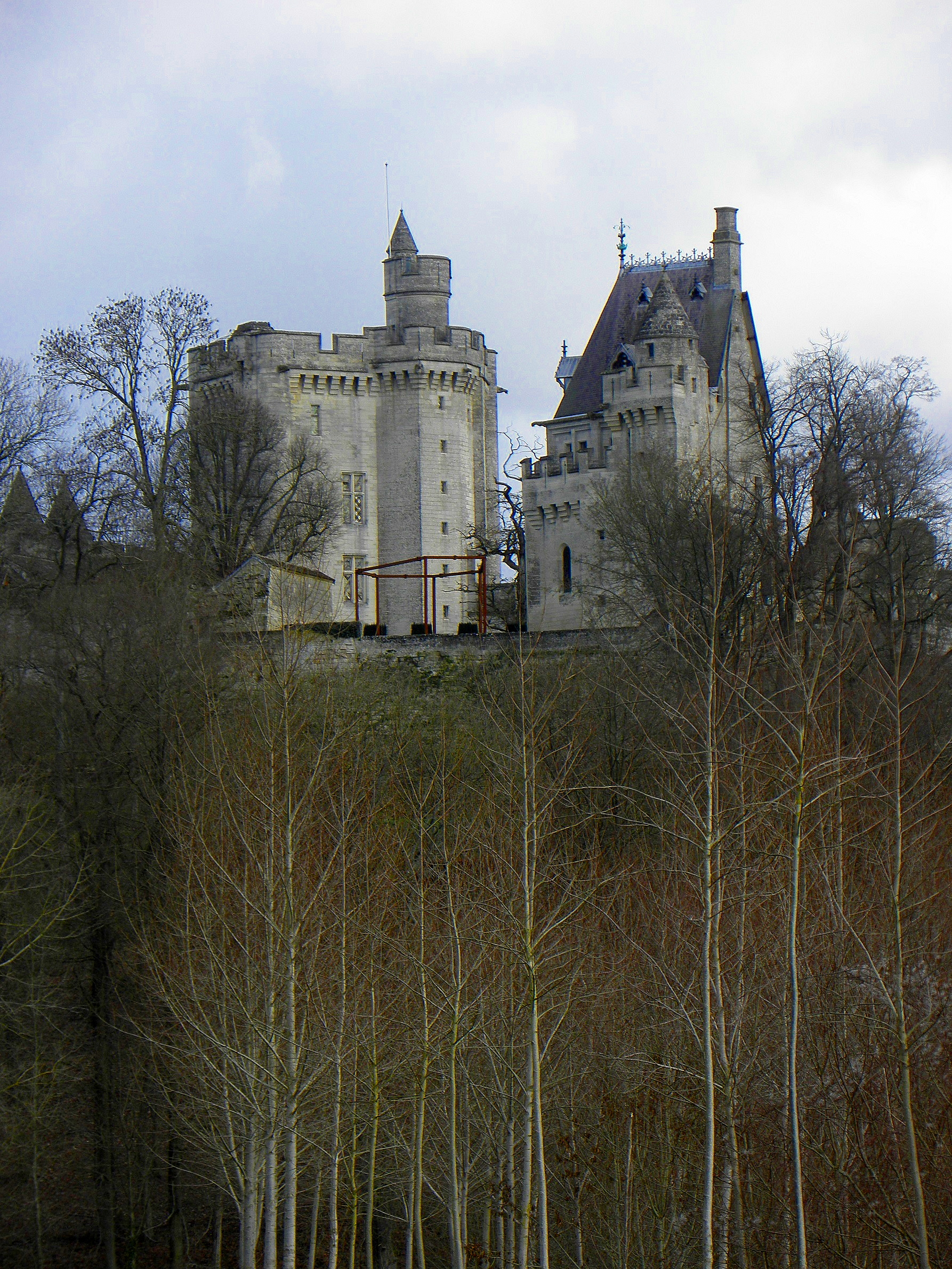
Le donjon de Vez.

Vez compte trois monuments historiques sur son territoire.
- Château de Vez, rue de la Croix Rebours (classé monument historique par arrêté du 13 juin 1904[35]) : Connu comme donjon de Vez, c'est un château fort datant essentiellement du XIVe siècle. Le donjon proprement dit a été édifié entre 1390 et 1410 par Jean de Vez et sans doute son beau-frère Robert de Saint-Clair, lui-même étant resté sans descendance. Il n'a jamais appartenu à Louis d'Orléans ou à un membre de sa famille, comme on l'a rapporté parfois, mais Jean de Vez était son chambellan et a de toute évidence fait appel à un architecte de l'entourage royal ou ducal, vraisemblablement Jean Lenoir. Le donjon de plan pentagonal comporte quatre étages habitables, et ses seuls éléments défensifs sont ses mâchicoulis en bordure de la terrasse sommitale. Il se situe en bordure d'une vaste enceinte fortifiée, en partie contemporaine, en partie postérieure, et bâtie sur des fondations plus anciennes. En son centre, se trouvent une chapelle de la même époque que le château et la ruine du logis des années 1360 / 1390. Plus rien ne rappelle le premier château commencé sans doute à la fin du XIIIe siècle, et incendié sous la Grande Jacquerie en 1358. — Quand l'entrepreneur et expert-géologue Léon Dru rachète le château en 1890, il est partiellement ruiné. Il entreprend sa restauration et la mène d'une façon très radicale influencée par Eugène Viollet-le-Duc, puis meurt en 1904. Plus récemment à la fin du XXe siècle, ses propriétaires ont de nouveau restauré le château, et il sert depuis de cadre à des œuvres artistiques contemporaines : sculptures, peintures et vitraux[36].
- Église Saint-Martin-et-Saint-Léonard, rue de l'Église (inscrite monument historique par arrêté du 3 avril 1926[37]) : Sa partie la plus remarquable est son petit chœur rectangulaire de style gothique, qui date des années 1225 / 1230 et est d'une sobre élégance. Le clocher en bâtière un peu trapu, d'une génération plus ancien, le flanque au nord, et le dépasse de peu. Son rez-de-chaussée abrite la chapelle de la Vierge. Quatre fois plus long que le chœur est la nef non voûtée du milieu du XIIe siècle, dont la charpente partiellement apparente conserve des engoulants. Quoique largement dominée par le chœur à l'extérieur, elle atteint, à l'intérieur, la même hauteur sous plafond que ce dernier. La nef vaut surtout pour sa façade occidentale assez originale et conservée sans aucune altération, et les grandes arcades gothique flamboyant vers le bas-côté nord, qui aboutit sur la base du clocher[38].
- Ferme de Saint-Mard, dans un écart, de l'autre côté de l'Automne (façades et toitures du bâtiment à tourelles inscrites par arrêté du 23 février 1951[39])